# Запретная страсть
«Запретная страсть» (фр. L'Été dernier) — художественный фильм французского режиссёра Катрин Брейя, главные роли в котором сыграли Леа Дрюкер и Сэмюел Киршер. Его премьера состоялась в мае 2023 года на Каннском кинофестивале.

## Сюжет
Главная героиня фильма — женщина, которая вступает в интимную связь со своим пасынком. Картина представляет собой ремейк датско-шведского фильма 2019 года «Королева сердец».

## В ролях
- Леа Дрюкер — Анна
- Оливье Рабурден — Пьер
- Сэмюел Киршер — Тео
- Клотильда Куро — Мина
- Лила-Роз Жильберти — Сара

## Премьера и восприятие
Премьерный показ картины состоялся в мае 2023 года на Каннском кинофестивале. Картина участвовала в основной программе.
«Запретная страсть» заняла девятое место в списке 10 лучших фильмов 2023 года по версии Cahiers du Cinéma.